# Ijar

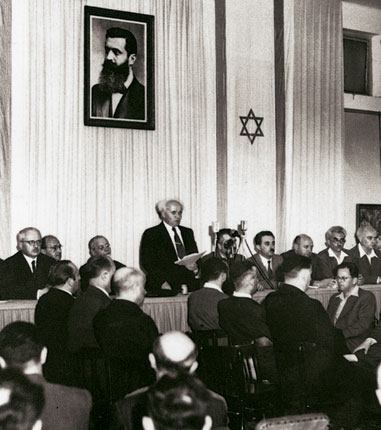
Deklaracja Niepodległości Izraela

Ijar (hebr:אייר) – ósmy miesiąc w żydowskim kalendarzu cywilnym, a drugi w kalendarzu religijnym. Przypada na miesiące kwiecień-maj w kalendarzu gregoriańskim. Liczy 29 dni. Na miesiąc ijar przypadają następujące wydarzenia:
- 18 ijar – Lag ba-Omer
- 5 ijar – Święto Niepodległości Izraela
- 4 ijar – Jom ha-Zikkaron (Dzień Pamięci Poległych Żołnierzy Izraelskich i Ofiar Terroryzmu)